# Куанпамаш
Куанпама́ш (рос. Куанпамаш, марій. Кӱанпамаш) — присілок у складі Новотор'яльського району Марій Ел, Росія. Входить до складу Масканурського сільського поселення.
Стара назва — Куан-Памаш.

## Населення
Населення — 212 осіб (2010; 236 у 2002).
Національний склад (станом на 2002 рік):
- лучні марійці — 98 %